# Arma coaxial

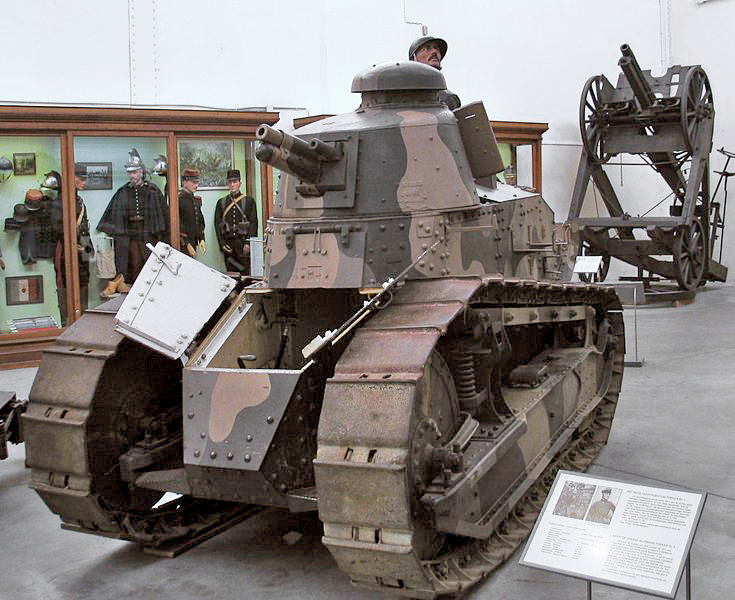
Tanque Renault FT 17, de la Primera Guerra Mundial. En la foto ampliada se aprecia el cañón principal de 37 mm que sobresale de la torreta, con una ametralladora coaxial de 8 mm a su izquierda.

Arma coaxial es un término militar que se aplica a armas de fuego de afuste fijo y sirve para referirse a un arma instalada al lado de otra, de tal manera que las dos, aunque no siempre disparen simultáneamente, sí disparan en la misma línea de tiro. Dicho de otra manera: ambas están montadas de forma que siempre apuntan a la vez al mismo lugar, es decir, que si se disparan al mismo tiempo alcanzarán al mismo objetivo (coaxial aquí tiene por tanto un sentido literal: las armas coaxiales comparten un mismo eje). Cuando una de las armas tiene un calibre mayor que la otra, recibe el nombre de arma principal, y la de menor calibre es la referida como arma secundaria o coaxial. Si ambas son del mismo calibre no se hace esa distinción.
El caso más común de combinación de arma principal y coaxial se da en los vehículos blindados con una o más 
torretas (como los tanques); en cada torreta se suele montar un cañón o cañón automático como arma 
principal y una 
ametralladora como arma coaxial (o secundaria). En este tipo de montaje no suelen dispararse ambas armas a la vez, sino que el artillero abre fuego con una u otra dependiendo del tipo de blanco a abatir: normalmente la ametralladora contra infantería y blancos ligeros (o para telemetría), y el cañón contra vehículos o estructuras.

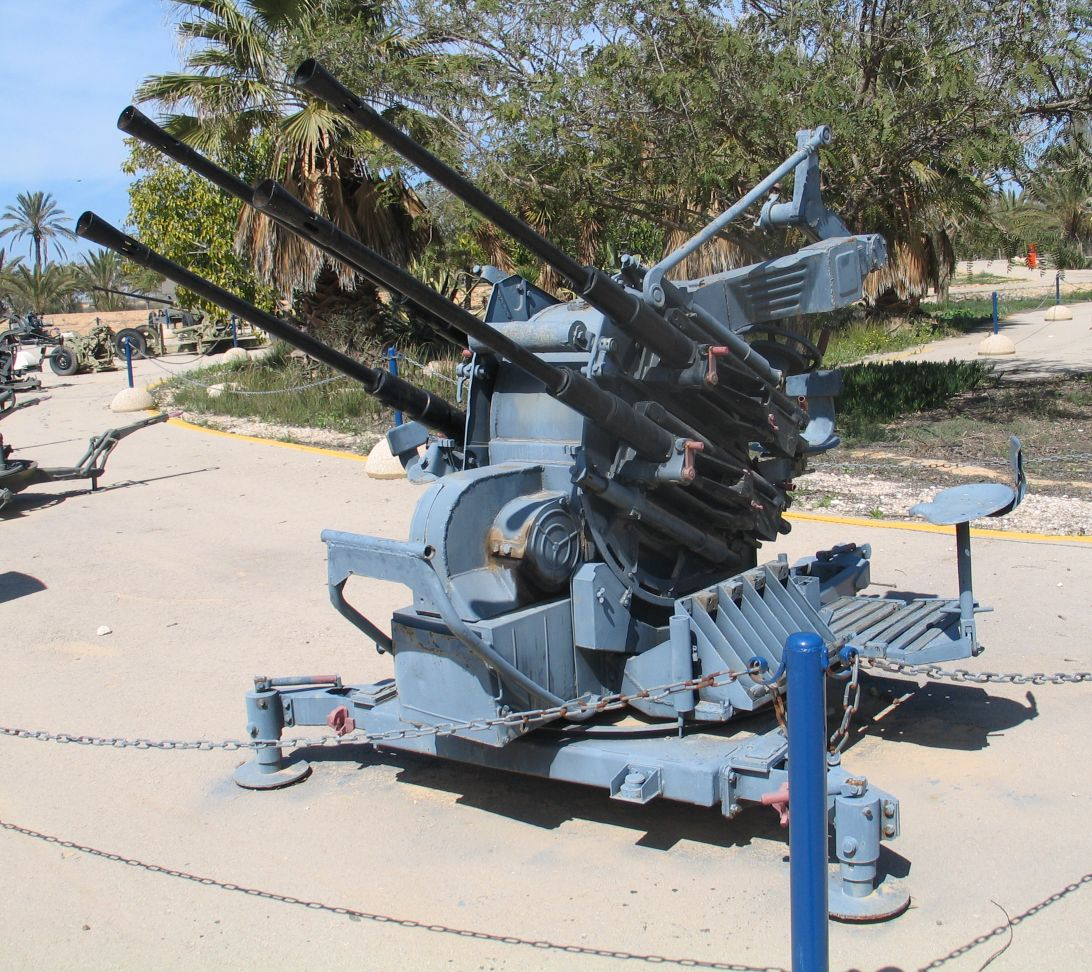
Montaje antiaéreo cuádruple, concretamente un Flakvierling 38 20 mm de la Segunda Guerra Mundial. Cada uno de sus cuatro cañones de 20 mm es un arma coaxial.

También se emplean armas coaxiales para aumentar la potencia de fuego o la cadencia de tiro, combinando los disparos de más de un arma, bien disparando todas al mismo tiempo, bien alternando los disparos. Principalmente se emplea este tipo de montajes con ametralladoras o cañones automáticos en afustes antiaéreos o en armas montadas en aeronaves.
- Datos: Q56334491